# Anja Fichtel
Anja Fichtel Mauritz, född den 17 augusti 1968 i Tauberbischofsheim, Tyskland, är en tysk fäktare som bland annat tog OS-brons i damernas lagtävling i florett i samband med de olympiska fäktningstävlingarna 1996 i Atlanta.